# Heino Goepel

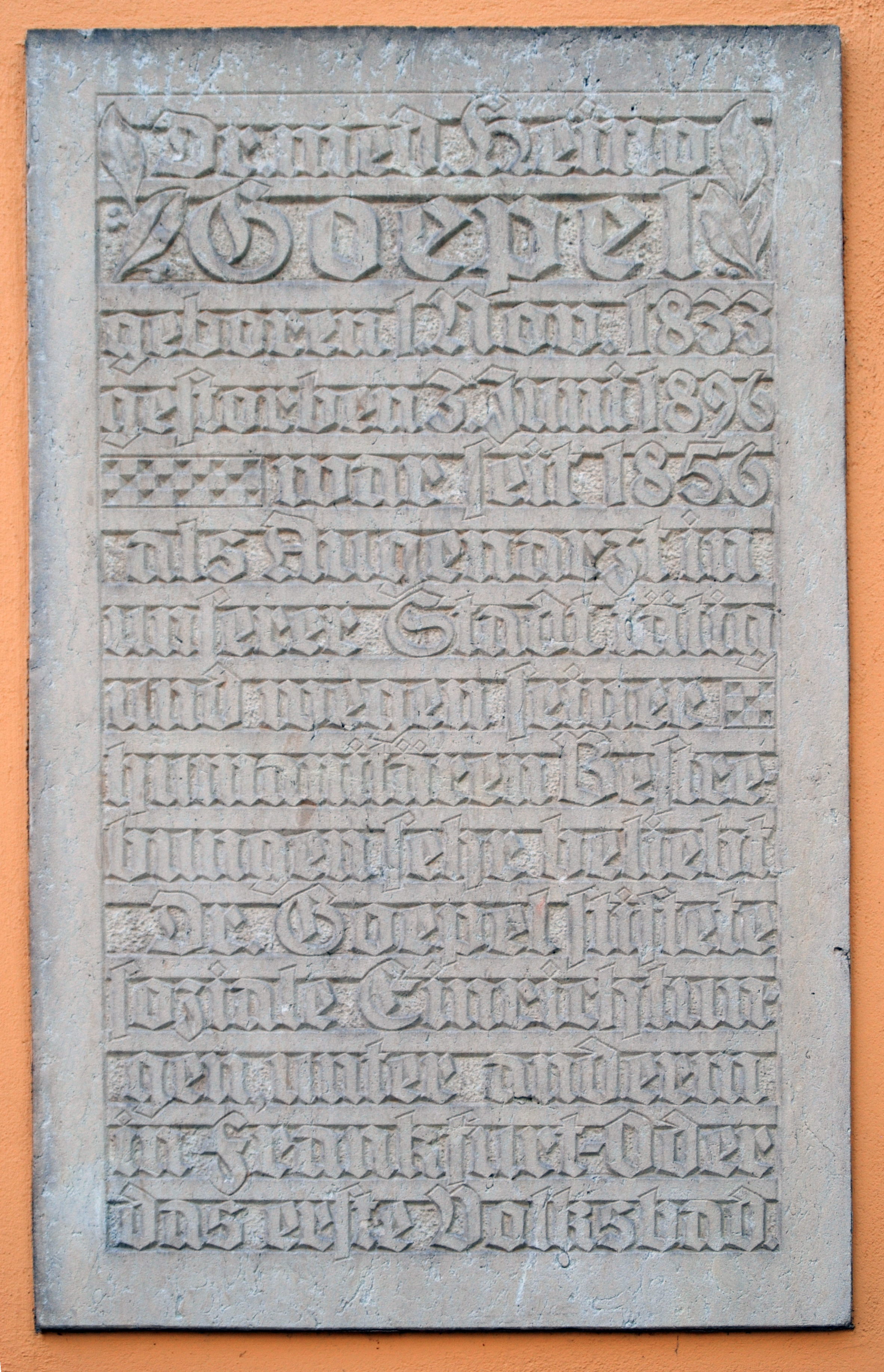
Tablica na budynku przy Dresdener Straße 4 we Frankfurcie nad Odrą. Obecnie mieści się tu siedziba Katolickiego Centrum Studenckiego

Heino Goepel (ur. 1 listopada 1833 w Eisenach, zm. 3 czerwca 1896 we Frankfurcie nad Odrą) – niemiecki okulista i społecznik.

## Życiorys
Ukończył studia medyczne w Berlinie i został okulistą. Wiedzę zdobywał m.in. u prof. Albrechta von Gräfe, wykładowcy okulistyki na berlińskim Uniwersytecie Fryderyka Wilhelma i pioniera tej dziedziny w Niemczech. Był autorem publikacji De lienis tumore: dissertatio inauguralis medica, wydanej w 1856 przez Nietackera w Berlinie. W tym samym roku otworzył praktykę lekarską we Frankfurcie nad Odrą. W mieście tym działał też społecznie. Mieszkał przy Forststraße 7 (obecnie nr 2). W 1866 został lekarzem dla osób biednych. W latach 1876–1885 prowadził badania statystyczne nad gruźlicą. Był członkiem rady miejskiej we Frankfurcie nad Odrą oraz innych instytucji społecznych. Przewodniczył frankfurckiemu Zrzeszeniu na rzecz Klas Pracujących (niem. Verein für das Wohl der arbeitenden Klassen). Współorganizował kolonie wakacyjne dla ubogich dzieci. W testamencie przeznaczył ponad 240 tys. reichsmarek na cele społeczne, m.in. ufundował nowe frankfurckie łaźnie publiczne (trzy obiekty, które nosiły imię Marii, czyli Marienbad, na cześć żony fundatora, Marii z domu Lienau). Na jednym z tych budynków, przy Dresdener Straße 4, umieszczona jest jego podobizna oraz tablica pamiątkowa. 